# Харин, Константин Николаевич
Константи́н Никола́евич Ха́рин (23 октября 1897 — 17 сентября 1977) — советский военачальник, специалист и преподаватель в области военной топографии, участник Гражданской и Великой Отечественной воин, генерал-майор технических войск (1943).

## Биография
Родился 23 октября 1897 года в городе Ефремове, Ефремовского уезда, Тульской губернии.
В рядах Рабоче-крестьянской Красной армии с 1919 года. 

#### Выписка из послужного списка[3](с 1941 г.)
- до августа 1941 года — начальник учебного отдела Ленинградского военно-топографического училища;

- с августа 1941 по 9 июля 1942 года — начальник Ленинградского военно-топографического училища;

- с 9 июля 1942 по 20 октября 1943 года — начальник топографической службы Воронежского фронта;

- с 20 октября 1943 по 20 мая 1945 года — начальник топографической службы 1-го Украинского фронта;

- с 20 мая 1945 по 22 ноября 1945 года — начальник топографической службы Центральной группы войск;

- с 22 ноября 1945 по 24 февраля 1947 года — командир 38-го особого аэрофототопографического отряда Московского военного округа;

- с 24 февраля 1947 по 10 октября 1956 года — начальник кафедры топографии Военной академии имени М. В. Фрунзе.

С 10 октября 1956 года на пенсии.
Умер 17 сентября 1977 года в городе Москве.

## Награды и звания
- орден Ленина[4];
- орден Красного Знамени (награждён дважды);
- орден Суворова II степени;
- орден Кутузова II степени (23.09.1944);
- орден Отечественной войны II степени (05.09.1943);
- орден Красной Звезды (05.02.1943);
- медаль «XX лет Рабоче-Крестьянской Красной Армии»;
- медаль «За победу над Германией в Великой Отечественной войне 1941-1945 гг.»;
- медаль «За взятие Берлина»;
- медаль «В память 800-летия Москвы»;
- медаль «30 лет Советской Армии и Флота».

#### Воинские звания
- генерал-майор технических войск (20.12.1943).